# Гіалуронова кислота
Гіалуронова кислота (сучасніша назва — гіалуронан[джерело?]) — несульфатований глікозаміноглікан, що входить до складу сполучної, епітеліальної і нервової тканин. Гіалуронова кислота є одним із головних компонентів міжклітинного матриксу сполучної тканини хребетних, вона сприяє значною мірою клітинній проліферації, міграції, а також може відігравати певну роль в пухлиноутворенні.
Гіалуронова кислота є також компонентом капсули стрептококу групи А. Вона захищає бактерії від антимікробної дії фагоцитів і полегшує їх адгезію до епітеліальних клітин людини.
Вперше була виявлена в скловидному тілі в 1934 році К. Мейером (K. Meyer) і Дж. Палмером (J. W. Palmer). Назва походить від грец. hyalos — скловидний і уронова кислота.
В тілі людини масою 70 кг гіалуронової кислоти міститься в середньому 15 грамів, третина з яких оновлюється щодня.
Природна гіалуронова кислота має молекулярну масу від 5000 до 20 000 000 а.о.м.. Середня молекулярна маса полімера, що міститься у синовіальній рідині людини дорівнює 3 140 000 а.о.м
Гіалуронову кислоту використовують в косметології для збільшення та корекції форми губ, в офтальмології для зволоження поверхні ока.

## Функції

### Зв'язування води
Гіалуронова кислота має здатність зв'язувати дуже велику кількість води (до шести літрів на грам). Наприклад, скловидне тіло людського ока складається на 98 % з води, яка зв'язана 2 % гіалуронової кислоти.
Велика кількість груп COO− формує негативний заряд молекули. Це обумовлює утриманню води та катіонів натрію Na+.

### Стійкість проти стискування
Вода мало піддається стисканню і ця властивість переходить гіалуроновмісним тканинам, для яких притаманний великий вміст води. В загальному ця властивість є характерною для всіх видів сполучних тканин. Це має особливо велике значення в період ембріонального розвитку, коли щільні структури ще не сформувалися.
Гарним прикладом стійкості проти стискання слугує пульпозне ядро міжхребцевого диску, яке витримує значну частину ваги тіла.

### Мастильні властивості
Гіалуронова кислота є головним компонентом синовіальної рідини та відіграє роль мастила при всіх суглобових рухах. Це досягається через псевдопластичні властивості синовіальної рідини. Її в'язкість змінюється відповідно до величини діючої сили. Тобто, чим більше навантаження, тим менша в'язкість рідини. До того ж будучи дійсно рідиною синовіальна рідина є одночасно і достатньо в'язкою через свою високомолекулярну будову, щоб не бути витісненою з порожнини суглоба при навантаженні, подібно до води. Крім того, синовіальна рідина ще має здатність дуже добре «приліплюватися» до хряща суглоба завдяки хімічній взаємодії й зовнішній формі.

### Підтримання міграції клітин
Для мігруючих клітин гіалуронова кислота залишає вільними «транспортні шляхи». Завдяки розширенню міжклітинних просторів підтримується міграція клітин, наприклад макрофагів.

### Функція в мозку
Поряд з важливою структурною функцією для мозку потрібно відзначити та перешкоджання гіалуроновою кислотою відновлення мієлінової оболонки аксона (ремієлінізація). Ця пригнічувальна функція проявляється передусім при розсіяному склерозі.

### Взаємодія з рецепторами
Ряд рецепторів клітинної оболонки взаємодіють з гіалуроновою кислотою і викликають певні клітинні реакції, що стосуються передусім поділу і міграції клітин. Під час ембріонального розвитку ця стимуляція є дуже важливою позитивною властивістю, однак при контакті з пухлинною клітиною може мати і негативну дію на організм.

## Біосинтез
На відміну від всіх інших глікозаміногліканів гіалуронова кислота синтезується не в ендоплазматичному ретикулумі чи апараті Гольджі, а в інтегрованих мембранних білках. У хребетних розрізняють три типи гіалуронат-синтетаз: HAS1, HAS2 і HAS3. Ці ферменти подовжують молекулу гіалуронової кислоти, приєднуючи до неї по черзі глюкуронову кислоту і N-ацетилглюкозамін, а спеціальний білок-транспортер виводить новоутворений полімер з клітини.

## Біодеградація
Гіалуронова кислота розщеплюється ферментами, що мають назву гіалуронідази. В організмі людини існує щонайменше сім типів гіалуронідаз, деякі з них перешкоджають утворенню пухлин. Продукти розкладання гіалуронової кислоти (олігосахариди і низько молекулярні гіалуронати) виявляють проангіогенні властивості.

## Практичне використання
У репродуктивній медицині гіалуронова кислота використовується при проведенні так званого тесту HBA: експрес-аналізу зв'язування сперматозоїдів з гіалуроновою кислотою в нативному еякуляті, який дозволяє відібрати зрілі сперматозоїди, що мають необхідні якості для запліднення і подальшого розвитку ембріона, оскільки гіалуронан є основним компонентом кумулюсного комплексу, що присутній в оболонці яйцеклітини.
Гіалуронова кислота використовується в різних композиціях для створення штучних сліз для лікування сухого ока.
Є науково підтвердженні дані щодо використання гіалуронану як розмежувального бар'єру в медичній практиці лікування деяких видів злук. Застосовують також для лікувального впливу на поверхні суглобів.
Вироблення речовини в шкірі з часом сповільнюється і періодично відбувається не так, як задумано природою. Виною цьому — безліч причин, від поганого стану навколишнього середовища та впливу ультрафіолету, та до куріння, дієт і поганого харчування.